# Иов (Осацкий)
Архиепи́скоп И́ов (англ. Archbishop Job, в миру Ричард Джон Осацкий, англ. Richard John Osacky; 18 марта 1946, Чикаго, Иллинойс, США — 18 декабря 2009, Моми, штат Огайо, США) — епископ Православной Церкви в Америке, архиепископ Чикагский и Среднего Запада (англ. Archbishop of Chicago and the Midwest) c 1993 года до своей скоропостижной кончины. В 1983—1993 годах был правящим архиереем епархии Новой Англии.
В 2005—2008 годах сыграл значительную роль в раскрытии фактов финансовых злоупотреблений в администрации ПЦА.

## Биография
Родился в Чикаго. Окончил курс в Университете Северного Иллинойса в городе ДеКальб и поступил в Свято-Тихоновскую духовную семинарию, которую закончил в 1970 году. После окончания семинарии служил псаломщиком и руководителем молодежной организации в церкви Св. Иоанна Крестителя в городе Блэк Лик, штат Пенсильвания. В этот период он проявил себя в области религиозного образования и работы с молодёжью, а также как иконописец.
В 1973 году чтец Иоанн был рукоположен в диакона и впоследствии в пресвитера eпископом Питтсбургским Феодосием (в целибатном состоянии), и назначен настоятелем на тот же самый Свято-Иоанновский приход в Блэк Лик. Одновременно он служил духовником Православно-христианского студенческого братства (англ. Orthodox Christian Fellowship) в Индиано-Пенсильванском университете.
Будучи безбрачным священником, стремился к монашеской жизни. В 1975 году был пострижен в рясофор с именем Иов, а в августе 1982 года епископ Герман постриг его в малую схиму. В ноябре 1982 года был возведён в чин архимандрита.
Вскоре после этого, архимандрит Иов был избран Священным Синодом ПЦА на пустующую кафедру епархии Новой Англии с титулом «Епископ Хартфордский и Новой Англии». Его епископская хиротония состоялась 29 января 1983 года в храме Всех Святых в Хартфорде (штат Коннектикут).
В 1987 году в течение недолгого времени временно управлял Епархией Запада.
По прошествии более девяти лет, Священный Синод ПЦА счел нужным избрать епископа Иова на вдовствующую кафедру Чикаго и Среднего Запада, каковое состоялось 5 ноября 1992 года. Он был торжественно возведён на кафедру в Свято-Троицком соборе города Чикаго 6 февраля 1993 года.
Служение епископа Иова на Чикагской кафедре было отмечено бурным ростом епархии, включавшем в себя открытие новых миссионерских приходов. Одновременно, епископ Иов продолжал заниматься иконописанием и иногда выступал с лекциями по иконографии и иконологии.
10 и 17 июля 2002 года присоединил к Православию в общей сложности 147 человек от Свято-Троицкого и Свято-Стефановского приходов бывшей Евангелической православной церкви, которые не последовали в 1987 году за Питером Гилквистом, присоединившимся к Антиохийской православной церкви.
В марте 2004 года Священный Синод ПЦА, отмечая его более чем двадцатилетнее образцовое архипастырское служение, постановил возвести его в сан архиепископа.
Отличаясь скромной и уединенной жизнью, владыка Иов предпочитал обходиться без услуг келейника и обычно совершал поездки в одиночестве на собственном автомобиле.

## Финансовый скандал в ПЦА
В октябре — ноябре 2005 года протодиакон Эрик Уилер (англ. Eric Wheeler), работавший секретарём, а затем казначеем ПЦА в 1988—1999 годах, выступил с рядом обвинений в адрес администрации ПЦА, касавшихся халатности в расходовании бюджетных средств, «непрозрачности» финансовой деятельности и нецелевого использования денежных пожертвований. 17 декабря 2005 года архиепископ Иов обратился с открытым письмом к митрополиту Герману, в котором попросил предстоятеля ПЦА дать прямой ответ на вопрос, «соответствуют ли действительности какие-либо из (выдвинутых) обвинений», и предложил провести полную ревизию всей финансовой деятельности ПЦА. В течение последующих трёх лет архиепископ Иов был единственным членом Архиерейского синода ПЦА, последовательно выступавшим за полное расследование обвинений и «прозрачность» деятельности церковной администрации в финансовой сфере. В этом он нашёл поддержку среди многих представителей духовенства и мирян ПЦА, однако его позиция поначалу встретила непонимание со стороны его собратьев-епископов. В марте 2006 года из-за финансовой халатности был отстранён от должности Управляющий делами ПЦА протопресвитер Роберт Кондратик (впоследствии осуждён Духовным судом и лишён сана), а по завершении расследования в сентябре 2008 года был вынужден уйти на покой и предстоятель ПЦА митрополит Герман.
Благодаря твёрдой позиции в обнародовании фактов финансовых нарушений в администрации ПЦА архиепископ Иов был одним из вероятных кандидатов на пост предстоятеля Православной церкви в Америке на 15-м Всеамериканском соборе в Питтсбурге в ноябре 2008 года.

## Кончина
За несколько дней до кончины архиепископ Иов почувствовал себя плохо — у него возникли проблемы с дыханием. Священник Иоанн Здинак предположил, что у архиепископа пневмония, и настоятельно посоветовал ему обратиться к врачу. Но архиепископ Иов продолжил свой обычный график и 17 декабря провел встречу с духовенством Кливлендского благочиния, после чего отправился за рулём в Чикаго.
Возвращаясь в Чикаго с пастырской конференции Кливлендского благочиния 18 декабря 2009 года, архиепископ почувствовал себя плохо и скоропостижно скончался от последствий скоротечной пневмонии. Прибывшая «скорая помощь» обнаружила владыку возле его машины на парковке придорожного отеля в штате Огайо.
22 декабря в чикагском Соборе Святой Троицы состоялось отпевание архиепископа Иова, которое совершил митрополит всея Америки и Канады Иона в сослужении иерархов ПЦА, Греческой архиепископии Северной Америки, Антиохийской архиепископии в Северной Америке и Русской Православной Церкви Заграницей.
Архиепископ Иов был погребен 26 декабря в г. Блэк Лик, где находится храм, в котором он начинал своё пастырское служение.